# بنیاد گوگل
بنیاد گوگل یا گوگل. اُرگ (به انگلیسی: Google.org) نام مؤسسه خیریه و تحقیقاتی شرکت گوگل است که از پروژه‌های تحقیقاتی حمایت مالی می‌کند و تا می ۲۰۱۰ مبلغ ۱۰۰ میلیون دلار به صورت کمک هزینه و سرمایه‌گذاری صرف پروژه‌های تحقیقاتی کرده‌است.
تا کنون این بنیاد به تعدادی از پروژه‌های مرتبط با انرژی‌های تجدیدپذیر کمک مالی کرده‌است.